# Xã Alexander, Quận Stutsman, Bắc Dakota
Xã Alexander (tiếng Anh: Alexander Township) là một xã thuộc quận Stutsman, tiểu bang Bắc Dakota, Hoa Kỳ. Năm 2010, dân số của xã này là 26 người.